# Liste der Biografien/Pih
Liste der Biografien |
Portal Biografien |
Personensuche
# |
A |
B |
C |
D |
E |
F |
G |
H |
I |
J |
K |
L |
M |
N |
O |
P |
Q |
R |
S |
T |
U |
V |
W |
X |
Y |
Z |
?
 
Pa |
Pc |
Pe |
Pf |
Ph |
Pi |
Pj |
Pk |
Pl |
Pm |
Pn |
Po |
Pr |
Ps |
Pt |
Pu |
Pv |
Pw |
Py
 
Pia |
Pib |
Pic |
Pid |
Pie |
Pif |
Pig |
Pih |
Pii |
Pij |
Pik |
Pil |
Pim |
Pin |
Pio |
Pip |
Piq |
Pir |
Pis |
Pit |
Piu |
Piv |
Piw |
Pix |
Piy |
Piz
Die Liste der Biografien führt alle Personen auf, die in der deutschsprachigen Wikipedia einen Artikel haben. Dieses ist eine Teilliste mit 25 Einträgen von Personen, deren Namen mit den Buchstaben „Pih“ beginnt.

## Pih

### Piha
- Pihama, Leonie (* 1962), neuseeländische Hochschullehrerin

### Pihe
- Pihela, Elisabeth (* 2004), estnische Hochspringerin
- Pihelgas, Carolina (* 1986), estnische Dichterin und Übersetzerin

### Pihk
- Pihkala, Juha (* 1942), finnischer evangelischer Altbischof
- Pihkala, Lauri (1888–1981), finnischer Leichtathlet

### Pihl
- Pihl, Andreas (* 1973), schwedischer Eishockeyspieler
- Pihl, Carl Abraham (1825–1897), norwegischer Eisenbahningenieur
- Pihl, Jüri (1954–2019), estnischer Politiker
- Pihl, Mogens (1907–1986), dänischer Physiker
- Pihl, Raimo (* 1949), schwedischer Zehnkämpfer und Speerwerfer
- Pihla, Magda (1908–1989), estnische Schriftstellerin und Künstlerin
- Pihlaja, Heidi (* 1988), finnische Fußballspielerin
- Pihlajamäki, Hermanni (1903–1982), finnischer Ringer
- Pihlajamäki, Kustaa (1902–1944), finnischer Ringer
- Pihlajamäki, Laura (* 1990), finnische Volleyballspielerin
- Pihlak, Arnold (1902–1985), estnischer Fußballspieler
- Pihlak, Viktor (1886–1967), estnischer Architekt, Ingenieur und Industrieller, Minister
- Pihlava, Jarno (* 1979), finnischer Schwimmsportler
- Pihlman, Tuomas (* 1982), finnischer Eishockeyspieler
- Pihlström, Antti (* 1984), finnischer Eishockeyspieler
- Pihlström, Samuel (* 2001), schwedischer Mittelstreckenläufer

### Piho
- Piho, Han-Hendrik (* 1993), estnischer nordischer Skisportler
- Piho, Kail (* 1991), estnischer nordischer Skisportler
- Piho, Mats (* 1990), estnischer Skispringer und Nordischer Kombinierer
- Pihos, Pete (1923–2011), US-amerikanischer American-Football-Spieler